# Theo Breuer (Fußballspieler)
Theo Breuer (* 15. März 1909 in Düsseldorf; † 8. Dezember 1980) war ein deutscher Fußballspieler. Der zumeist als linker Außenläufer eingesetzte Spieler gewann mit seinem Verein Fortuna Düsseldorf im Jahr 1933 die deutsche Fußballmeisterschaft und absolvierte in diesem Jahr auch zwei Spiele in der deutschen Fußballnationalmannschaft.

## Spielerkarriere

### Vereine
Breuer war ein waschechter Flingeraner, er begann mit 16 Jahren in der Fortuna-Jugend Fußball zu spielen; ein Schulfreund hatte ihn zum Training bei Fortuna Düsseldorf mitgenommen. Keine zwei Jahre später gehörte er bereits als Mittelstürmer zur Stammformation, er war gemeinsam mit Jakob Bender aus der eigenen Jugend in den Ligakader aufgerückt. Breuer und Bender gehörten auch im Frühjahr 1928 der Fortuna-Delegation bei einer Nordafrikareise an. Zuerst konnte der nordafrikanische Meister Sidi del Abbes mit 1:0 besiegt werden, dann folgte ein 8:1 über den Sporting Club Oran. Rechtsaußen Ernst Albrecht fehlte bei dieser Reise, da er am 15. April 1928 in Bern beim Länderspiel gegen die Schweiz (3:2) in der Nationalmannschaft debütierte. Seinen großen Durchbruch hatte er jedoch, als er in einem Spiel gegen den FC Schalke 04 als linker Läufer eingesetzt wurde und Fritz Szepan ausschaltete; fortan war dies seine Position. Sein erstes Spiel in der Endrunde um die deutsche Fußballmeisterschaft bestritt er am 10. Juni 1929 bei einer 1:5-Niederlage gegen den späteren deutschen Meister SpVgg Fürth. Mit 21 Jahren wurde er zum Spielführer gewählt. Breuer prägte neben Georg Hochgesang Fortunas Spiel in den 1930er Jahren. In der Saison 1930/31 gewann er mit der Fortuna die westdeutsche Meisterschaft, schied aber erneut in der Endrunde um die deutsche Meisterschaft in der ersten Runde gegen Eintracht Frankfurt mit 2:3 n. V. aus.
Am 11. Juni 1933 war er, seit 1930 Mannschaftskapitän, einer der Garanten beim 3:0-Sieg über den FC Schalke 04 im Finale um die Meisterschaft im Müngersdorfer Stadion in Köln. In der zuvor ausgespielten westdeutschen Meisterschaft hatten Breuer und Kollegen noch am 30. April mit 0:1 das Endspiel gegen die Schalker verloren. Mit Paul Janes und Jakob Bender bildete Breuer die Läuferreihe des deutschen Meisters.
Seine letzten Einsätze bestritt Breuer in der Gauligameisterschaft 1937/38, kam aber in der Endrunde um die deutsche Meisterschaft nicht mehr zum Einsatz. Seine Nachfolge trat Paul Bach an.

### Nationalmannschaft
In der Weltmeisterschaftssaison 1933/34 kam er am 21. Oktober in Duisburg zu seinem Länderspieldebüt. Gemeinsam mit den anderen Düsseldorfern Paul Janes und Jakob Bender bildete er die Läuferreihe gegen die Auswahl Belgiens. Gegen eine hoffnungslos unterlegene Mannschaft wurde ein 8:1-Kantersieg herausgespielt. Neben der kompletten Läuferreihe waren von Fortuna auch noch Ernst Albrecht, Willi Wigold und Stanislaus Kobierski beim Länderspiel gegen Belgien im Einsatz. Zwei Wochen später absolvierte er in Magdeburg sein zweites Länderspiel, das gegen die Auswahl Norwegens 2:2 unentschieden endete. Reichstrainer Otto Nerz hatte die gleiche Formation wie gegen Belgien ins Rennen geschickt, also auch mit den zwei Benrathern Karl Hohmann und Josef Rasselnberg. Es war zugleich das letzte Länderspiel für Breuer, da ihn eine bald darauf erlittene Knieverletzung zuerst verhinderte an der WM 1934 teilzunehmen und dann 1938 im besten Fußballeralter vorzeitig seine Karriere beendete.

## Trainerkarriere
1938 beendete er seine aktive Fußballer-Karriere in Düsseldorf. Fortan war er als Trainer unter anderem bei DSC 99 Düsseldorf, Tura Hennef, Borussia Velbert, SV Bilk 13, TuS Gerresheim, TSV Rönsdorf, BV Ohligs, VfR Ohligs oder Union Krefeld tätig. Von Januar 1949 bis zum Saisonende war er Interimstrainer bei Fortuna Düsseldorf, zu der er 1956 zurückkehrte. Hier wurde er Co-Trainer und sprang vom 20. Januar 1960 bis zum 30. Juni 1960 kurzzeitig auch als Interimstrainer ein. 1962 gab er das Amt ab. 1967 wurde er in den Vorstand gewählt. Der Transportunternehmer galt als Mann des Ausgleichs und war so etwas wie der gute Geist der Fortuna. Das Ehrenmitglied der Fortuna starb 1980 an den Folgen eines Herzinfarkts.